# 麥德偉
麥德偉，GBS，JP，香港公務員，現任創新科技及工業局常任秘書長，曾任慶典統籌辧公室主任。。

## 榮譽

### 殊勳
- 官守太平紳士（J.P.）（2009年7月1日－）[5]
- 金紫荊星章（GBS）（2025年7月1日－）

## 外部連結
創新科技及工業局在2022年7月下旬的組織圖 （页面存档备份，存于）
| 政府职务      | 政府职务                                  | 政府职务    |
| ------------- | ----------------------------------------- | ----------- |
| 前任： 梁卓文 | 香港駐美總經貿專員 2018年7月3日—2021年9月 | 繼任： 空缺 |
| 前任： 蔡淑嫻 | 創新科技及工業局常任秘書長 2022年7月20日— | 現任        |